# 1995 FA1
1995 FA1 är en asteroid i huvudbältet som upptäcktes den 31 mars 1995 av den italienska astronomen Stefano Mottola och den tyske astronomen Eberhard Koldewey vid La Silla-observatoriet.